# 乌泰希特
乌泰希特（德語：Utecht）是德国梅克伦堡-前波美拉尼亚州的一个市镇。总面积11.03平方公里，总人口376人，其中男性213人，女性163人（2011年12月31日），人口密度34人/平方公里。